# Fröttmaning (métro de Munich)
Fröttmaning est une station de la ligne U6 du métro de Munich. Elle est située dans le secteur de Schwabing-Freimann, à Munich en Allemagne.

## Situation sur le réseau

Plan du métro (2020).

Établie au sol, Fröttmaning est une station de passage de la ligne U6 du métro de Munich.
La station est surtout connue pour le fait qu'elle relie l'Allianz Arena, située au nord de la station, aux transports en commun locaux. Le stade est à environ 10 à 15 minutes à pied de la station de métro. De l'autre côté des voies de la base technique Fröttmaning, qui jouxte la station, se trouve le parking-relais, construit en même temps que la station. À l'ouest se trouvent la lande de Fröttmaning et le quartier résidentiel de Haidpark, développé à cet endroit en raison de sa proximité avec la station de métro. L'église Sainte-Croix, seul vestige de l'ancien village de Fröttmaning, qui donne son nom à la station, se trouve à environ 1,5 kilomètre au nord-est.

## Histoire
Afin de permettre le passage des transports privés aux transports publics locaux en dehors de la ville, la ligne U6, qui se terminait auparavant à la station de métro Kieferngarten, est prolongé d'une station vers le nord, un parking-relais est construit là en même temps, d'autant plus que la route déjà décidée vers Garching-Hochbrück doit passer ici de toute façon. Le 30 juin 1994, la station est ouverte avec deux voies et à environ 50 mètres au sud de son emplacement actuel. Jusqu'à l'ouverture de l'extension de l'itinéraire vers Hochbrück le 28 octobre 1995, Fröttmaning est l'extrémité nord de la ligne U6. La mise en service de l'Allianz Arena rendit nécessaire, notamment en vue de la Coupe du monde de football 2006, de démolir l'ancienne station et de construire une toute nouvelle station avec celle d'aujourd'hui entre 2002 à 2005. Seul le sud des deux ponts sur les voies de base techniques, qui se termine au milieu du quai de l'ancienne gare, est resté intact. Les deux stations sont conçues par les architectes Peter Bohn et Julia Mang-Bohn.

## Architecture
La station est entièrement recouverte d'une membrane translucide qui repose sur une structure arborescente. Les plates-formes sont aménagées avec des dalles de granit et séparées par une clôture entre les voies. Du côté ouest, un mur de béton sépare la station de la lande de Fröttmaning, qui est peint d'une œuvre d'art de Peter Kogler.

## Services aux voyageurs

### Accès et accueil
Afin de pouvoir accueillir les nombreux visiteurs des matchs de football à l'Allianz Arena, la station dispose de quatre voies avec deux quais centraux. En fonctionnement normal, les deux voies extérieures servent pour le transit et les voies médianes pour le changement de direction.
Les deux plates-formes sont reliées à leurs extrémités sud par des escaliers mécaniques et des escaliers fixes ainsi qu'un ascenseur avec chacun un pont qui mène de la lande de Fröttmaning sur les voies de la base technique au parking-relais Hans-Jensen-Weg . Un deuxième pont au nord, accessible par des escaliers fixes, mène à l'esplanade devant le stade de football.

### Desserte
Fröttmaning est desservie par les rames de la ligne U6, notamment le MVG Classe C.

### Intermodalité
La station n'a pas de correspondance avec une ligne de la Münchner Verkehrs- und Tarifverbund.
Il y a un terminal de bus sous le parking-relais, où fonctionnent les lignes de bus longue distance.